# Agent Ranjid rettet die Welt
Agent Ranjid rettet die Welt ist eine deutsche Filmkomödie aus dem Jahr 2012.

## Handlung
Der Film handelt von einem Putzmann namens Ranjid. Seine Kuh Benytha muss zum Tierarzt, da sie ständige Blähungen hat. Der Tierarzt behauptet, sie bräuchte eine Magenverkleinerung, welche jedoch sehr viel Geld kostet. Dieses hat Ranjid jedoch nicht. Zur selben Zeit schalten der Holländer van Dyk und sein Team weltweit alle wichtigen Geheimdienste aus, um an die Weltherrschaft zu gelangen. Der Boss des einzig verbleibenden Ayran Secret Service (ASS), der von Angela Merkel beauftragt wird, ist ratlos, welche Agenten er gegen van Dyk einsetzen kann. Durch Ranjids kleine Missgeschicke werden alle Mitarbeiter des ASS ausgeschaltet, weshalb Ranjid als neuer Superagent beauftragt wird und dadurch das Geld für Benythas Operation bekommen würde. Er soll van Dyks Plan vereiteln. Dabei wird er zum Teil von seinem draufgängerischen Agentenpartner Hakan unterstützt.

## Hintergrund
Agent Ranjid rettet die Welt wurde vom 30. August 2011 bis zum 18. Oktober 2011 in Köln, Bottrop-Kirchhellen und Waldfeucht gedreht. Der von Constantin Film vertriebene Film kam am 18. Oktober 2012 in die Kinos.

## Kritiken
Auf IMDb vergaben die User dem Film im Schnitt nur 3,3 von 10 möglichen Punkten, auf Moviepilot schneidet der Film mit 2,9 von 10 Punkten sogar noch schlechter ab.

„Die vom Fernseh-Comedian Kaya Yanar kreierte Figur des täppischen Inders Ranjid stolpert durch eine fadenscheinige Nummernrevue von Gags, die als blasse, infantile Parodie aufs Agentenfilm-Genre nie überzeugt.“

„Wie sich bereits leicht an diversen Rollennamen erahnen lässt, bewegt sich das Niveau dieser Agentenparodie von Erfolgsproduzent Christian Becker (‚Wickie und die starken Männer‘) meist knapp über Meeresspiegel, manchmal aber auch darunter – und bedient damit häufig die Zuschauer, die sich über den Humor von Tom Gerhardt (der auch eine Nebenrolle spielt) amüsieren können. Wen Witze unterhalb der Gürtellinie nicht so zum Lachen bringen, der wird zumindest an den ebenso schrulligen wie sympathischen Figuren, die Kaya Yanar spielt, seine Freude haben. Sowohl der sich selbst überschätzende Hakan als auch der bescheidene Ranjid sorgen dafür, dass man das Kino mit einem Lächeln verlässt. Fazit: Temporeich mit sympathischen Figuren – den Humor muss man mögen.“

„Die offensichtlichen Verweise verpuffen genauso wie die meisten anderen Einfälle, es fehlt allzu oft die Einbindung in einen zündenden Gag. (…) So ist der von Michael Karen inszenierte Agent Ranjid dann auch nur sehr selten wirklich lustig, daran kann auch Blade Runner-Star und Hollands Hollywood-Export Nr. 1 Rutger Hauer in einer Nebenrolle nichts ändern.“

„Kaya Yanar […] schafft es in keiner Sekunde, dem Zuschauer auch nur ansatzweise ein Lachen aus den Rippen zu quetschen. Ein peinlicher Gag folgt dem nächsten, eine uninspiriert inszenierte und gespielte Szene reiht sich an die andere. Da fragt man sich, ob Rutger Hauer […] wirklich das Geld so dringend benötigt, um bei derlei Blödsinn mitzumischen.“

## Einspielergebnis
Der Film spielte in Österreich und Deutschland insgesamt ca. 3 Millionen Euro ein.